# نادي برسبوليس
نادي برسبوليس لكرة القدم (بالفارسية: باشگاه فوتبال پرسپولیس)، هو أحد أندية كرة القدم في إيران بمدينة طهران، وتم تأسيسه بعام 1963م.
يلعب حاليًا في دوري المحترفين الإيراني ويعتبر أكثر ناد حققه بواقع 15 مرات، ويعتبر من أنجح الأندية الإيرانية تحقيقًا للبطولات على المستوى المحلي، والثاني على المستوى الاسيوي.

## إنجازاته

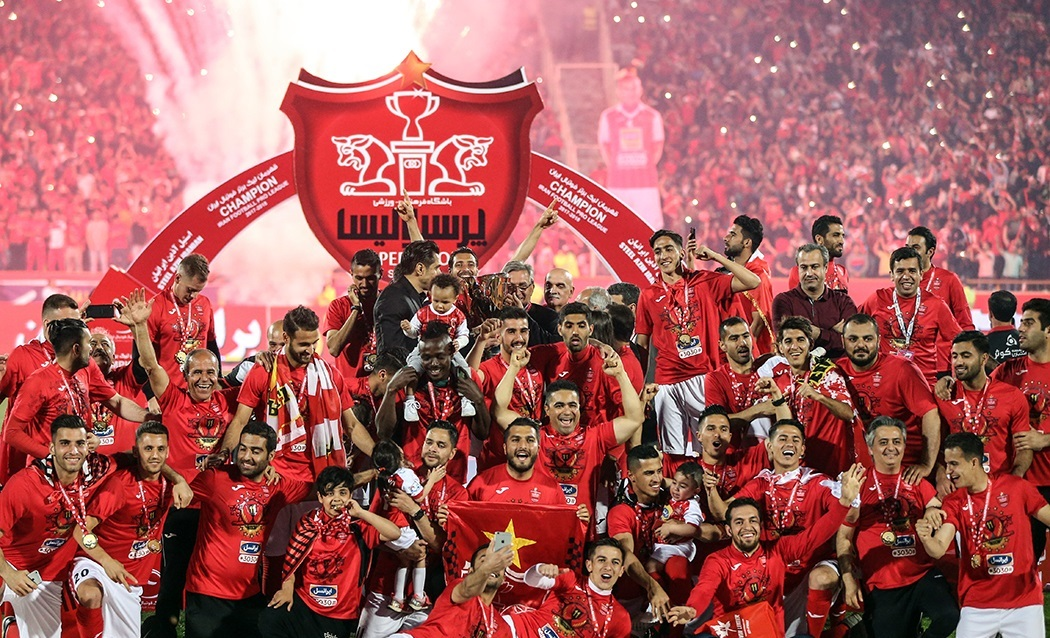
احتفال فريق برسبوليس ببطولة الدوري الـ17

### البطولات المحلية

#### دوري المحترفين الإيراني
بطل (15): 1971–72، 1973–74، 1975–76، 1995–96، 1996–97، 1998–99، 1999–00، 2001–02، 2007–08، 2016-17، 2017-18، 2018-19، 2019-20، 2020-21
22-2023
2023-24
وصيف (9): 1974–75، 1976–77، 1977–78، 1989–90، 1992–93، 1993–94، 2000–01، 2013–14، 2015-16

#### كأس حذفي
بطل (7): 1987–88، 1991–92، 1998–99، 2009–10، 2010–11، 2018-19،
22-2023

وصيف (2): 2005–06، 2012–13

#### كأس السوبر الإيراني
بطل(3): 2017, 2019,2018

#### الأقاليم
دوري منطقة طهران
بطل (6): 1982–83, 1986–87 , 1987–88, 1988–89, 1989–90, 1990–91
وصيف (4): 1970–71, 1981–82, 1983–84, 1991–92
كأس حذفي منطقة طهران
بطل (2): 1981–82, 1986–87
وصيف (2): 1968–69, 1980–81

### البطولات الآسيوية

#### كأس الكؤوس الآسيوية
بطل (1): 1990–91
وصيف (1): 1992–93

#### دوري أبطال آسيا
وصیف (2): 2018، 2020

## وصلات خارجية
- أخبار نادي بيروزي (بالفارسية)
- نادي بيروزي موقع فيفا (بالإنجليزية)